# Schloss Mittertrixen

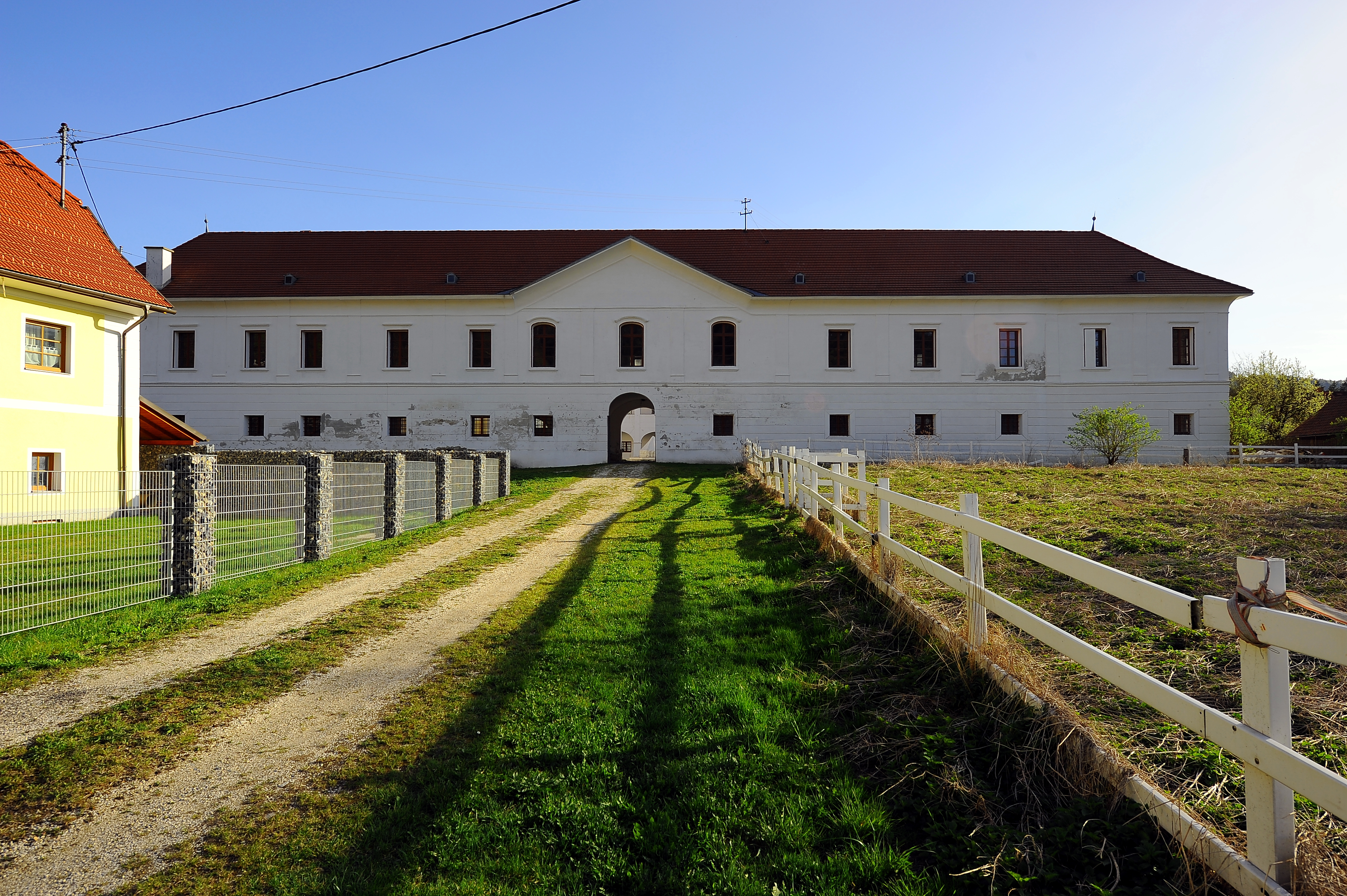
Schloss Mittertrixen, Ansicht von Norden (2011)

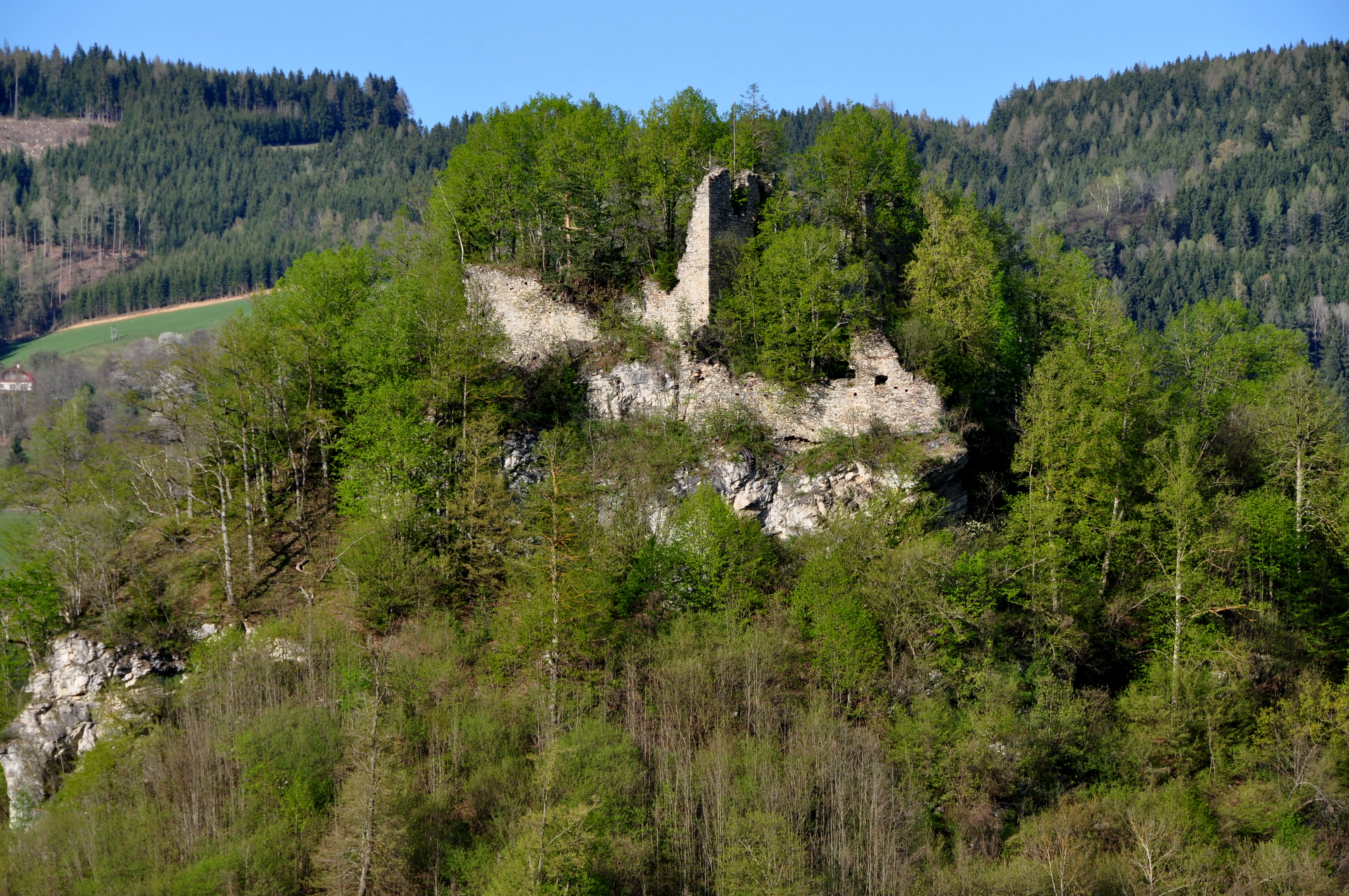
Ruine der Burg Mittertrixen (2011)

Das Schloss Mittertrixen befindet sich im Siedlungsgebiet der gleichnamigen Ortschaft in der Stadtgemeinde Völkermarkt in Kärnten. Das spätbarocke Bauwerk befindet sich unterhalb der Burgruine Mittertrixen, von der heute nur noch einige Mauerreste vorhanden sind.
Das Schloss steht unter Denkmalschutz.

## Geschichte
Nachweise für ein Anwesen in Trixen reichen bis ins 9. Jahrhundert zurück. Bis ins 14. Jahrhundert hinein wurde aber zwischen den Burganlagen Ober-, Mitter- und Niedertrixen nicht unterschieden. Mittertrixen wurde um 1322 erstmals als eigenständige Anlage urkundlich erwähnt, als das herzogliche Anwesen an die Witwe des Grafen Hermann von Heunburg kam. Die Familie der Trixener war bereits 1261 ausgestorben. Die Lehensherrschaft wurde zu dieser Zeit immer noch vom Stift Gurk ausgeübt, kam aber bald in landesherrschaftlichen Besitz. Weitere Lehensnehmer der Burg waren im 14. Jahrhundert unter anderem die Pfannberger und die Aufensteiner. 
1460 erwarb die Familie von Hengsbach die Herrschaft. Sie ließ um das Jahr 1500 ein erstes Gebäude am Fuß des Burghügels errichten, das wohl zunächst als Wirtschaftshof diente. Nach dem Tod von Siegmund von Hengspach wurde Mittertrixen um 1597 an Siegmund von Spangenstein verkauft, dem auch Waisenberg gehörte. Von 1641 an wechselten die Besitzer häufig, bis im Jahr 1742 Johann Moritz Graf Christalnigg die Herrschaft erwarb und es mit Waisenberg und Spangenberg vereinigte. Graf Leopold Christallnigg ließ Mittertrixen 1769/1770 unter Einbeziehung einiger älterer Bauteile zu seiner heutigen Form ausbauen. Die Burg wurde dem Verfall überlassen. Im 19. Jahrhundert bis 1914 diente der Schlosskomplex als Reiterkaserne. Bis 1949 war das Anwesen im Besitz der Familie Christallnigg. 

## Baubeschreibung
Die Reste der alten Burg befinden sich auf einem bewaldeten, sich mitten im Trixener Tal kegelig erhebenden Hügel. Die Burg ist stark verfallen und überwachsen, einige Mauerreste sind aber noch deutlich und weithin sichtbar. Der Rest der Außenmauer des Bergfrieds ist bis in den zweiten Stock erhalten, einige gotisch profilierte Portale und Fenster sowie ein Kreuzgratgewölbe sind zu erkennen.
Am Fuß des Hügels, südlich der Burgruine, liegt Schloss Mittertrixen, ein zweigeschoßiger, vierflügeliger Bau um einen Arkadenhof, der unter Einbeziehung spätgotischer Bauteile seines Vorgängerbaus in spätbarockem Stil errichtet wurde. Das Schloss hat ein Satteldach. In der Mitte der nord-süd gerichteten Hauptfassade besitzt das Gebäude einen schmucklosen Dreiecksgiebel. Das Schulterbogenportal sowie weitere Teile des Westtraktes stammen von dem spätmittelalterlichen Vorgängerbau. Das Sockelgeschoß des Schlosses hat eine Putzquaderung und wird durch ein Kordongesims vom Obergeschoß getrennt. Das Obergeschoß ist durch Lisenen gegliedert und wird durch ein Traufgesims mit einer Hohlkehle abgeschlossen.
Im rechteckigen Innenhof befinden sich an drei Seiten korbbogige Pfeilerarkaden. An der neunachsigen Süd-Fassade reichen die Arkaden über beide Geschoße, am West- und am Osttrakt folgen auf vier Arkaden im nördlichen Teil je eine schmälere Arkade im Erdgeschoß sowie drei weitere am Treppenaufgang. Die Räume im Erdgeschoß des teilweise zweigeschoßig unterkellerten Gebäudes besitzen großteils Tonnengewölbe mit Stichkappen bzw. Kreuzgratgewölbe. Im Obergeschoß befindet sich eine Kassettendecke aus dem 16. Jahrhundert und in drei Räumen Reste spätbarocken Stucks. 
Südlich des Gebäudekomplexes schließt ein großer Garten an, der mit Bruchsteinmauern umfriedet ist.